# Divisiones regionales de la Región de Murcia 1972-73
Las divisiones regionales de fútbol son las categorías de competición futbolística de más bajo nivel en España, en las que participan deportistas aficionados, no profesionales. En las provincias de Murcia, Albacete y Alicante su administración corre a cargo de la Federación Regional Murciana de Clubes de Fútbol. Inmediatamente por encima de estas categorías estaba la Tercera División española.
En la temporada 1972-1973 las divisiones regionales se dividen en Regional Preferente, Primera Regional y Segunda Regional.
El campeón de Regional Preferente asciende a Tercera División.

## Regional Preferente

### Clasificación
|  |     | Equipos de fútbol         | PJ | G  | E  | P  | GF | GC  | Dif | Pts |
|  | --- | ------------------------- | -- | -- | -- | -- | -- | --- | --- | --- |
|  | 1.  | Orihuela Deportiva CF     | 38 | 25 | 7  | 6  | 79 | 33  | +46 | 57  |
|  | 2.  | Alicante CF               | 38 | 24 | 7  | 7  | 70 | 31  | +39 | 55  |
|  | 3.  | CD Español SVR            | 38 | 21 | 12 | 5  | 62 | 27  | +35 | 54  |
|  | 4.  | CD Villena                | 38 | 22 | 7  | 9  | 82 | 46  | +36 | 51  |
|  | 5.  | Imperial CF               | 38 | 20 | 10 | 8  | 69 | 31  | +38 | 50  |
|  | 6.  | CD Cieza                  | 38 | 17 | 13 | 8  | 62 | 40  | +22 | 47  |
|  | 7.  | CF Lorca Deportiva        | 38 | 17 | 11 | 10 | 44 | 35  | +9  | 45  |
|  | 8.  | CD Santa Pola             | 38 | 16 | 11 | 11 | 61 | 43  | +18 | 43  |
|  | 9.  | Crevillente Industrial CF | 38 | 16 | 8  | 14 | 55 | 44  | +11 | 40  |
|  | 10. | Yeclano CF                | 38 | 16 | 8  | 14 | 62 | 52  | +10 | 40  |
|  | 11. | UD Altea                  | 38 | 14 | 9  | 15 | 53 | 57  | -4  | 37  |
|  | 12. | CD Ilicitano              | 38 | 13 | 6  | 19 | 55 | 52  | +3  | 32  |
|  | 13. | Albacete Balompié         | 38 | 14 | 4  | 20 | 47 | 60  | -13 | 32  |
|  | 14. | Abarán CF                 | 38 | 11 | 10 | 17 | 38 | 58  | -20 | 32  |
|  | 15. | AP Almansa                | 38 | 11 | 8  | 19 | 49 | 57  | -8  | 30  |
|  | 16. | Atlético Muleño           | 38 | 11 | 6  | 21 | 37 | 76  | -39 | 28  |
|  | 17. | SD Villajoyosa            | 38 | 9  | 8  | 21 | 32 | 61  | -29 | 26  |
|  | 18. | Novelda CF                | 38 | 7  | 11 | 20 | 35 | 75  | -40 | 25  |
|  | 19. | CD La Unión               | 38 | 9  | 6  | 23 | 44 | 74  | -30 | 24  |
|  | 20. | CD Torre Pacheco          | 38 | 3  | 6  | 29 | 36 | 120 | -84 | 12  |

Pts = Puntos; PJ = Partidos Jugados; G = Partidos Ganados; E = Partidos Empatados; P = Partidos Perdidos; GF = Goles Anotados; GC = Goles Recibidos
|  | Asciende a Tercera División  |
|  | Desciende a Primera Regional |

### Promoción de ascenso a Tercera División
| Ida; 10 de junio de 1973 | Alicante CF | 2:1 | CD Mirandés |  |  |

| Vuelta; 17 de junio de 1973 | CD Mirandés | 4:0 | Alicante CF |  |  |

### Promoción de permanencia
| Ida; 10 de junio de 1973 | CD La Unión | 2:0 | Calpe CF |  |  |

| Vuelta; 17 de junio de 1973 | Calpe CF | 2:1 | CD La Unión |  |  |

| Ida; 10 de junio de 1973 | Novelda CF | 2:3 | Rayo Ibense CF |  |  |

| Vuelta; 17 de junio de 1973 | Rayo Ibense CF | 2:1 | Novelda CF |  |  |

| Asciende a Regional Preferente Rayo Ibense CF |
| Desciende a Primera Regional Novelda CF       |

## Primera Regional

### Clasificación
|  |     | Equipos de fútbol | PJ | G  | E  | P  | GF | GC | Dif | Pts |
|  | --- | ----------------- | -- | -- | -- | -- | -- | -- | --- | --- |
|  | 1.  | Benidorm CD       | 38 | 23 | 6  | 9  | 80 | 26 | +54 | 52  |
|  | 2.  | Cotillas FJ       | 38 | 22 | 6  | 10 | 80 | 48 | +32 | 50  |
|  | 3.  | Rayo Ibense CF    | 38 | 19 | 9  | 10 | 67 | 31 | +36 | 47  |
|  | 4.  | Calpe CF          | 38 | 20 | 7  | 11 | 76 | 50 | +26 | 47  |
|  | 5.  | Olímpico Juvenil  | 38 | 20 | 6  | 12 | 59 | 41 | +18 | 46  |
|  | 6.  | Águilas CF        | 38 | 20 | 5  | 13 | 52 | 40 | +12 | 45  |
|  | 7.  | Pinatar CF        | 38 | 18 | 8  | 12 | 72 | 51 | +21 | 44  |
|  | 8.  | Caravaca CF       | 38 | 18 | 4  | 16 | 78 | 67 | +11 | 40  |
|  | 9.  | CD Almoradí       | 38 | 17 | 5  | 16 | 64 | 51 | +13 | 39  |
|  | 10. | UD Petrelense     | 38 | 17 | 5  | 16 | 65 | 70 | -5  | 39  |
|  | 11. | CD Mar Menor      | 38 | 16 | 5  | 17 | 56 | 64 | -8  | 37  |
|  | 12. | Muchamiel CF      | 38 | 15 | 7  | 16 | 49 | 46 | +3  | 37  |
|  | 13. | Mazarrón CF       | 38 | 15 | 6  | 17 | 41 | 46 | -5  | 36  |
|  | 14. | Jijona CF         | 38 | 15 | 6  | 17 | 47 | 56 | -9  | 36  |
|  | 15. | OJE Bullense      | 38 | 13 | 9  | 16 | 51 | 72 | -21 | 35  |
|  | 16. | Deportiva Minera  | 38 | 11 | 11 | 16 | 41 | 49 | -8  | 33  |
|  | 17. | Espinardo CF      | 38 | 10 | 9  | 19 | 48 | 68 | -20 | 29  |
|  | 18. | UD Alhameña       | 38 | 9  | 6  | 23 | 40 | 88 | -48 | 24  |
|  | 19. | Sax CF            | 38 | 6  | 8  | 24 | 37 | 96 | -59 | 12  |
|  | 20. | CD San Vicente    | 38 | 8  | 8  | 22 | 43 | 86 | -43 | 0   |

Pts = Puntos; PJ = Partidos Jugados; G = Partidos Ganados; E = Partidos Empatados; P = Partidos Perdidos; GF = Goles Anotados; GC = Goles Recibidos
|  | Asciende a Regional Preferente |
|  | Desciende a Segunda Regional   |

## Segunda Regional

### Clasificación Grupo 1
|  |     | Equipos de fútbol     | PJ | G  | E | P  | GF | GC | Dif | Pts |
|  | --- | --------------------- | -- | -- | - | -- | -- | -- | --- | --- |
|  | 1.  | UD Aspense            | 24 | 22 | 1 | 1  | 96 | 14 | +82 | 45  |
|  | 2.  | Monóvar CD            | 24 | 19 | 2 | 3  | 76 | 28 | +48 | 40  |
|  | 3.  | CR Eldense            | 24 | 12 | 6 | 6  | 56 | 39 | +17 | 30  |
|  | 4.  | UD Onil               | 24 | 11 | 6 | 7  | 55 | 47 | +8  | 28  |
|  | 5.  | SD Castalla           | 24 | 11 | 5 | 8  | 59 | 40 | +19 | 27  |
|  | 6.  | Monforte CD           | 24 | 11 | 5 | 8  | 50 | 41 | +9  | 27  |
|  | 7.  | Pinoso CF             | 24 | 8  | 6 | 10 | 43 | 42 | +1  | 22  |
|  | 8.  | CD Sagrado Corazón    | 24 | 8  | 6 | 10 | 33 | 44 | -11 | 22  |
|  | 9.  | Bañeres UD            | 24 | 8  | 4 | 12 | 34 | 43 | -9  | 20  |
|  | 10. | CD Zahor Algueña      | 24 | 8  | 2 | 14 | 44 | 58 | -14 | 18  |
|  | 11. | CD Biarense           | 24 | 6  | 1 | 17 | 25 | 67 | -42 | 13  |
|  | 12. | AD Romanense          | 24 | 4  | 4 | 16 | 20 | 58 | -38 | 12  |
|  | 13. | Tibi DC               | 24 | 2  | 4 | 18 | 22 | 92 | -70 | 8   |
|  | 14. | CD Tapicerías Navarro | 0  | 0  | 0 | 0  | 0  | 0  | 0   | 0   |

Pts = Puntos; PJ = Partidos Jugados; G = Partidos Ganados; E = Partidos Empatados; P = Partidos Perdidos; GF = Goles Anotados; GC = Goles Recibidos
|  | Asciende a Primera Regional |

### Clasificación Grupo 2
|  |     | Equipos de fútbol    | PJ | G  | E | P  | GF | GC | Dif | Pts |
|  | --- | -------------------- | -- | -- | - | -- | -- | -- | --- | --- |
|  | 1.  | Callosa Deportiva CF | 26 | 20 | 4 | 2  | 59 | 13 | +46 | 44  |
|  | 2.  | Alone CF             | 26 | 18 | 5 | 3  | 70 | 18 | +52 | 41  |
|  | 3.  | Torrevieja CF        | 26 | 17 | 6 | 3  | 57 | 16 | +41 | 40  |
|  | 4.  | Águila Albatera CF   | 26 | 12 | 6 | 8  | 43 | 30 | +13 | 30  |
|  | 5.  | CD Dolores           | 26 | 12 | 6 | 8  | 55 | 35 | +20 | 30  |
|  | 6.  | CD San Juan          | 26 | 10 | 5 | 11 | 38 | 41 | -3  | 25  |
|  | 7.  | UD Benidorm          | 26 | 10 | 4 | 12 | 36 | 38 | -2  | 24  |
|  | 8.  | Rigas CF             | 26 | 8  | 8 | 10 | 33 | 37 | -4  | 24  |
|  | 9.  | Crivi CF             | 26 | 9  | 4 | 13 | 37 | 54 | -17 | 22  |
|  | 10. | CD Tháder            | 26 | 6  | 7 | 13 | 35 | 52 | -17 | 19  |
|  | 11. | Atlético Orihuela    | 26 | 7  | 5 | 14 | 42 | 63 | -21 | 19  |
|  | 12. | UD Benejúzar         | 26 | 6  | 5 | 15 | 30 | 70 | -40 | 17  |
|  | 13. | CD Agostense         | 26 | 4  | 8 | 14 | 23 | 49 | -26 | 16  |
|  | 14. | UD San Fulgencio     | 26 | 5  | 3 | 18 | 22 | 64 | -42 | 13  |

Pts = Puntos; PJ = Partidos Jugados; G = Partidos Ganados; E = Partidos Empatados; P = Partidos Perdidos; GF = Goles Anotados; GC = Goles Recibidos
|  | Asciende a Primera Regional |

### Clasificación Grupo 3
|  |     | Equipos de fútbol    | PJ | G  | E  | P  | GF | GC | Dif | Pts |
|  | --- | -------------------- | -- | -- | -- | -- | -- | -- | --- | --- |
|  | 1.  | Blanca OJE           | 26 | 16 | 5  | 5  | 62 | 25 | +37 | 37  |
|  | 2.  | CD Ceutí             | 26 | 13 | 10 | 3  | 42 | 17 | +25 | 36  |
|  | 3.  | CD Molinense         | 26 | 15 | 6  | 5  | 52 | 28 | +24 | 36  |
|  | 4.  | CD Bala Azul         | 26 | 13 | 6  | 7  | 57 | 38 | +19 | 32  |
|  | 5.  | CD Lumbreras         | 26 | 11 | 8  | 7  | 42 | 24 | +18 | 30  |
|  | 6.  | CD Ilorcitano        | 26 | 10 | 8  | 8  | 45 | 37 | +8  | 28  |
|  | 7.  | CF Huercalense       | 26 | 11 | 4  | 11 | 62 | 44 | +18 | 26  |
|  | 8.  | CD Pliego            | 26 | 8  | 10 | 8  | 29 | 42 | -13 | 26  |
|  | 9.  | AD Cieza             | 26 | 10 | 5  | 11 | 42 | 40 | +2  | 25  |
|  | 10. | Alcantarilla CF      | 26 | 8  | 7  | 11 | 41 | 50 | -9  | 23  |
|  | 11. | Calasparra CF        | 26 | 9  | 4  | 13 | 37 | 47 | -10 | 22  |
|  | 12. | Alguazas OJE         | 26 | 9  | 3  | 14 | 41 | 55 | -14 | 21  |
|  | 13. | CD Levante           | 26 | 2  | 6  | 18 | 20 | 72 | -52 | 10  |
|  | 14. | Guardia de Franco CF | 26 | 3  | 6  | 17 | 25 | 78 | -53 | 9   |

Pts = Puntos; PJ = Partidos Jugados; G = Partidos Ganados; E = Partidos Empatados; P = Partidos Perdidos; GF = Goles Anotados; GC = Goles Recibidos
|  | Asciende a Primera Regional |

### Clasificación Grupo 4
|  |     | Equipos de fútbol          | PJ | G  | E | P  | GF | GC | Dif | Pts |
|  | --- | -------------------------- | -- | -- | - | -- | -- | -- | --- | --- |
|  | 1.  | Club Juventud Alcantarilla | 24 | 19 | 2 | 3  | 85 | 17 | +68 | 40  |
|  | 2.  | CD Roldán                  | 24 | 17 | 4 | 3  | 57 | 35 | +22 | 38  |
|  | 3.  | UD Santa Lucía             | 24 | 15 | 4 | 5  | 48 | 28 | +20 | 34  |
|  | 4.  | CF Santomera               | 24 | 12 | 5 | 7  | 61 | 35 | +26 | 29  |
|  | 5.  | CD Algar                   | 24 | 14 | 2 | 8  | 58 | 43 | +15 | 27  |
|  | 6.  | El Palmar CF               | 24 | 11 | 2 | 11 | 42 | 33 | +9  | 24  |
|  | 7.  | Fuente Álamo CF            | 24 | 8  | 4 | 12 | 42 | 49 | -7  | 20  |
|  | 8.  | CD Plus Ultra              | 24 | 6  | 8 | 10 | 25 | 34 | -9  | 20  |
|  | 9.  | El Raal CF                 | 24 | 8  | 4 | 12 | 39 | 55 | -16 | 20  |
|  | 10. | UD Horadada                | 24 | 7  | 5 | 12 | 42 | 57 | -15 | 19  |
|  | 11. | Beniel CF                  | 24 | 6  | 3 | 15 | 22 | 58 | -36 | 15  |
|  | 12. | CCR Monteagudo             | 24 | 4  | 3 | 17 | 26 | 65 | -39 | 11  |
|  | 13. | Fortuna CD                 | 24 | 4  | 4 | 16 | 30 | 68 | -38 | 9   |
|  | 14. | CR Patiño                  | 0  | 0  | 0 | 0  | 0  | 0  | 0   | 0   |

Pts = Puntos; PJ = Partidos Jugados; G = Partidos Ganados; E = Partidos Empatados; P = Partidos Perdidos; GF = Goles Anotados; GC = Goles Recibidos
|  | Asciende a Primera Regional |

### Clasificación Grupo 5
|  |     | Equipos de fútbol      | PJ | G  | E | P  | GF | GC | Dif | Pts |
|  | --- | ---------------------- | -- | -- | - | -- | -- | -- | --- | --- |
|  | 1.  | CD Caudetano           | 26 | 17 | 3 | 6  | 59 | 32 | +27 | 37  |
|  | 2.  | CP Tarazona            | 26 | 17 | 2 | 7  | 58 | 32 | +26 | 36  |
|  | 3.  | CP Pozo Cañada         | 26 | 17 | 1 | 8  | 63 | 29 | +34 | 35  |
|  | 4.  | CD Tobarra             | 26 | 15 | 4 | 7  | 55 | 29 | +26 | 32  |
|  | 5.  | CF Botas Íñiguez       | 26 | 14 | 3 | 9  | 52 | 42 | +10 | 31  |
|  | 6.  | CP La Roda             | 26 | 15 | 1 | 10 | 49 | 44 | +5  | 31  |
|  | 7.  | SD Albacete Industrial | 26 | 12 | 6 | 8  | 52 | 30 | +22 | 30  |
|  | 8.  | Sporting La Gineta CF  | 26 | 12 | 6 | 8  | 57 | 38 | +19 | 30  |
|  | 9.  | CP Madrigueras         | 26 | 10 | 6 | 10 | 43 | 42 | +1  | 26  |
|  | 10. | Ontur CF               | 26 | 11 | 2 | 13 | 52 | 78 | -26 | 24  |
|  | 11. | Hellín Atlético        | 26 | 10 | 2 | 14 | 60 | 59 | +1  | 19  |
|  | 12. | Sancho Abarca CF       | 26 | 6  | 2 | 18 | 51 | 83 | -32 | 14  |
|  | 13. | Atlético Ibañés        | 26 | 3  | 5 | 18 | 31 | 71 | -40 | 11  |
|  | 14. | CF Minaya              | 26 | 1  | 1 | 24 | 20 | 93 | -73 | 0   |

Pts = Puntos; PJ = Partidos Jugados; G = Partidos Ganados; E = Partidos Empatados; P = Partidos Perdidos; GF = Goles Anotados; GC = Goles Recibidos
|  | Asciende a Primera Regional |